# Masahiro Yoshimura
Masahiro Yoshimura (jap. 吉村 昌弘, Yoshimura Masahiro; * 28. Oktober 1936 in der Präfektur Ehime; † 27. September 2003) war ein japanischer Schwimmer.
Yoshimura war Teilnehmer der Olympischen Sommerspiele 1956 in Melbourne. Im Wettbewerb über 200 Meter Brust gewann er hinter seinem Landsmann Masaru Furukawa die Silbermedaille. Im Finale lieferte er sich ein enges Rennen mit dem sowjetischen Sportler Charis Junitschew um den zweiten Platz, das er am Ende mit einer Zehntelsekunde Vorsprung für sich entschied.